# Grue (Noruega)
Grue es un municipio de la provincia de Hedmark en la región de Østlandet, Noruega. A 1 de enero de 2018 tenía una población estimada de 4740 habitantes. Su centro administrativo es la aldea de Kirkenær.
Se encuentra ubicado al noreste de la región, cerca de la frontera con Suecia, en la zona de los Alpes escandinavos.

## Personas destacadas
- Kristian Prestrud (1881-1927), marino y explorador;
- Tom Harald Hagen, árbitro internacional.